# Salem (West Virginia)
Salem is een plaats (city) in de Amerikaanse staat West Virginia, en valt bestuurlijk gezien onder Harrison County.

## Demografie
Bij de volkstelling in 2000 werd het aantal inwoners vastgesteld op 2006.
In 2006 is het aantal inwoners door het United States Census Bureau geschat op 2051, een stijging van 45 (2,2%).

## Geografie
Volgens het United States Census Bureau beslaat de plaats een oppervlakte van
3,6 km², geheel bestaande uit land. Salem ligt op ongeveer 309 m boven zeeniveau.

## Plaatsen in de nabije omgeving
De onderstaande figuur toont nabijgelegen plaatsen in een straal van 24 km rond Salem.